# ウソをついたら
『ウソをついたら（Polka-Dot Puss　1949年2月26日）』は、トムとジェリーの作品の一つ。日本においては現在パブリックドメインとなっている。

## スタッフ
- 監督 - ウィリアム・ハンナ　ジョセフ・バーベラ
- 製作 - フレッド・クインビー
- 作画 - ケネス・ミューズ　エド・バージ　レイ・パターソン　アーヴン・スペンス
- 音楽 - スコット・ブラッドリー

## 作品内容
ジェリーを捕まえて遊んでいたトム。そこへお手伝いさんが外で寝るよう命じて来た。しかし今日は雷鳴轟く大荒れの天気であり、外で寝るだなんてトムには耐え難かった。
戸口を開け「早く外に出てくれなきゃ私が風邪ひいちゃうじゃないか」と促すお手伝いさんの言葉を聞いたトムは、くしゃみをわざと連発させて、風邪をひいたふりをして見せた。一度は仮病を疑われたが、トムはごまかし通し、「もしウソだったら、口を石鹸で洗うからね」とお手伝いさんに警告され、なんとか家の中で寝る事を許された。トムとお手伝いさんとのやり取りの一部始終を見ていたジェリーは、彼女に先駆けてトムに「口を石鹸で洗う」お仕置きを決行。
その後の追いかけっこもそこそこに温かい暖炉の側で就寝するトム。仮病を使ってぬくぬくと眠る彼をさらに懲らしめようと、ジェリーはトムの顔に赤褐色の絵具で発疹のような落書きをし、目を覚ましたトムに新聞記事を見せる。そこには「麻疹が大流行。くしゃみ、鼻水に注意」と書かれており、さらに鏡で顔に出た「発疹」を見せたことで、トムは「麻疹にかかった」と思い込んでしまう。
麻疹のウソに乗せられ苦悶の表情を浮かべるトムに、ジェリーはお医者さんごっこを開始。聴診器に目覚まし時計のベルの音を聞かせたり、冷凍庫に閉じ込めたり、温めるからといってオーブンにブチ込んで丸焼きの状態にしたり、逆に体を冷まそうといきなりシャワーで冷水を浴びせるなど、さんざんな悪戯を働く。
ボロボロにされたトムだったが、シャワーを浴びた影響で顔の発疹がほとんど消えていた事、さらにジェリーが隠していた絵具を見つけた事で自分が信じていた麻疹がウソだった事に気づき激怒する。今までの恨みとばかりにトムはジェリーに剣を突き付けるが、トムにウソがバレると一目散と逃げていたジェリーは何故かトムに剣を突き付けられても抵抗しようとせずグッタリとしており、明らかに様子がおかしい。訝しんだトムがジェリーに掴み掛かると突如ジェリーの体が発疹で覆われる。ジェリーが本当の麻疹にかかってしまったのだ。
ジェリーに接触してしまったトムは慌てて手洗い、うがい、大量の薬投与などを行うがその努力もむなしく、2匹仲良く麻疹にかかってしまうのだった。

## 登場キャラクター
トム
大荒れの中、外で寝るのを嫌がったため、仮病を使ってお手伝いさんを騙し、家の中で寝てしまう。その後、彼の仮病を見抜いていたジェリーが仕掛けた悪戯で酷い目に遭うが、最終的に真相を知り激怒。仕返しを実行しかけるが、本物の麻疹にかかってしまったジェリーに麻疹をうつされてしまい、隔離された。
ジェリー
「風邪をひいた」とお手伝いさんにウソをつき部屋で眠るトムに、麻疹を偽装した悪戯を仕掛け酷い目に遭わせる。最後は自身もウソをついた報いからか本当の麻疹に感染してしまい、彼と接触感染したトムにも麻疹をうつしてしまった。
お手伝いさん
トムに「外で寝る」よう言い、仮病を使ったトムに「もしウソをついたら口の中を石鹸で洗う」と通告した。